# De ira
Il De ira è uno dei Dialogi di Seneca, diviso in tre libri.

## Contenuto
Per quest'opera, come per gli altri Dialogi di Seneca, non possiamo parlare di veri e propri dialoghi, bensì di discorsi sul modello della diatriba stoico-cinica. Quindi, nei Dialogi noi non leggiamo veri e propri dialoghi tra due o più personaggi inseriti in una cornice storica, come avveniva nella tradizione latina precedente (come nel caso di Cicerone), bensì l'autore parla sempre in prima persona, avendo come unico interlocutore il destinatario dell'opera.
Il contenuto di quest'opera verrà ripreso in parte anche nelle Tragedie. Seneca inizia parlando delle passioni, per poi concentrarsi sull'ira, intesa come passione che offusca la mente e la ragione, passione estrema al limite della follia, capace di indurre chi la prova a fare qualsiasi cosa in maniera incontrollata. Al contrario della dottrina peripatetica, che giustificava l'ira in determinate circostanze, Seneca si propone di combatterla e per questo ne descrive le deleterie manifestazioni. Successivamente indica i rimedi per prevenirla e placarla. Tra i numerosi esempi di personaggi colpiti dall'ira, vi è Caligola. Nei confronti di questa figura Seneca sfoga il proprio odio e rancore, descrivendolo come una "belva".

## Tutti iDialoghidi Seneca
I Dialogi di Seneca sono dieci, distribuiti in dodici libri:
1. Ad Lucilium de providentia;
2. Ad Serenum de constantia sapientis;
3. Ad Novatum De ira, in tre libri;
4. Ad Marciam de consolatione;
5. Ad Gallionem de vita beata;
6. Ad Serenum de otio;
7. Ad Serenum de tranquillitate animi;
8. Ad Paulinum de brevitate vitae;
9. Ad Polybium de consolatione;
10. Ad Helviam matrem de consolatione.